# Tetyana Semykina
Tetyana Semykina, född den 19 oktober 1973 i Kiev, Ukrainska SSR, Sovjetunionen, är en ukrainsk kanotist.
Hon tog OS-brons i 4-2 500 meter i samband med de olympiska kanottävlingarna 2004 i Aten.